# Adelaide Cairoli
Pour les articles homonymes, voir Cairoli.
Adelaide Bono, dite Cairoli (née à Milan le 5 mai 1806, morte dans la même ville le 27 mars 1871) est une patriote italienne. Elle est la mère des frères Cairoli et elle est considérée comme le modèle de la « mère de la nation » incarnant l'avancée intellectuelle féminine dans l'Italie du XIXe siècle.

## Biographie
Adelaide Bono est la fille aînée de Francesca Pizzi et du comte Benedetto Bono de Milan, premier commissaire de la République cisalpine, comte de l'Empire et conseiller d'état du royaume d'Italie. 
Orpheline de son père à l'âge de 5 ans, elle étudie auprès des sœurs du Collège royal de Vérone, recevant une profonde éducation religieuse.
À l'âge de 18 ans, elle épouse, le 20 avril 1824 Carlo Cairoli de 28 ans son aîné, veuf et père de deux enfants. Elle fait sa connaissance après avoir vécu quelque temps dans la maison Cairoli de Pavie transformée partiellement en hôpital afin de se soigner d'une maladie. Carlo Cairoli est un professeur de chirurgie estimé de Pavie, aux idées patriotiques et catholique pratiquant.
De leur mariage naissent huit enfants : Benedetto Angelo Francesco le 28 janvier 1825, Maria Teresa Rachele Alessandra le 6 janvier 1826, Teresa Caterina Emilia le 16 novembre 1827, Ernesto Maria Carlo né le 20 septembre 1832, Luigi Giovanni Fedele le 9 juillet 1838, Carlo Benedetto Enrico le 6 février 1840, Giovanni Massimiliano le 27 juillet 1842 et Carolina, morte quelques mois après sa naissance.
Femme de grande culture et généreuse, elle s'occupe personnellement de l'éducation de ses enfants en les orientant vers l'amour de la société et les sentiments patriotiques. Elle finance des journaux patriotiques, elle accueille un salon politique et littéraire et elle correspond  avec les intellectuels de l'époque.
Son mari Carlo Cairoli meurt à Gropello le 9 avril 1849, en tombant de sa  voiture alors que l'état-major général autrichien du général d'Aspre a installé son quartier général dans la villa de Gropello.
Elle fait face avec réaliste à la situation économique difficile de la famille réussissant à limiter le lourd passif accumulé par son mari par des ventes périodiques des terrains.
À la suite des dispositions testamentaires du défunt, Adelaide est nommé tutrice de ses enfants mineurs  et Giovanni Battista Magenta, un ami de Cairoli, est nommé protuteur.
Adelaide Cairoli meurt le 27 mars 1871 après une longue maladie qui la force à rester couchée. Elle est enterrée dans le tombeau familial à Gropello Cairoli.

### Hommage
Le 24 octobre 1875, la municipalité commande un monument à sa mémoire qui est inauguré à Gropello.
La statue du  florentin Girolamo Masini en marbre blanc, représente la femme, debout,  regard fier et triste.
À la cérémonie de pose de l’œuvre sont présents son fils Benedetto, le seul survivant des frères et futur Premier ministre, de nombreux patriotes mazziniens et garibaldiens et des représentants de la gauche démocratique italienne, parmi lesquels Agostino Bertani, Antonio Maffei, le député Felice Cavallotti et d'autres autorités du Royaume. Lors des discours de la cérémonie, Adealide est comparée à une nouvelle Niobé.
À Milan, sur la façade de la maison natale, via Bigli, une plaque portant l'inscription rappelle « Adelaide Bono Cairoli / Parmi les itale madri forte / qui naquit le 6 mars 1806 ».
D'elle Giuseppe Garibaldi dit : 

« L'amour d'une mère pour ses enfants ne peut même pas être compris par les hommes ... Avec des femmes pareilles une nation ne peut pas mourir »

## Sources
- (it) Cet article est partiellement ou en totalité issu de l’article de Wikipédia en italien intitulé « Adelaide Cairoli » (voir la liste des auteurs).